# Egholm
Egholm är en dansk ö som ligger nära Ålborg i Limfjorden. Ön är drygt 6 kvadratkilometer stor och har 40 bofasta invånare (2020). En färja förbinder ön med Ålborg.
Eg på danska betyder ek.